# مقاطعة حميدية
مقاطعة حميدية (بالفارسية: شهرستان حمیدیه) هي إحدى مقاطعات محافظة خوزستان في إيران. كان عدد سكان المقاطعة سنة 2016 حوالي 53,762 نسمة.